# Vexo
Vexo es una aldea española situada en la parroquia de Luaña, del municipio de Brión, en la provincia de La Coruña, Galicia.

## Demografía
| Gráfica de evolución demográfica de Vexo entre 2000 y 2018 |
|                                                            |
| Datos según el nomenclátor publicado por el INE.           |